# Conocephalus longipennis
Conocephalus longipennis är en insektsart som först beskrevs av Wilhem de Haan 1842.  Conocephalus longipennis ingår i släktet Conocephalus och familjen vårtbitare. Inga underarter finns listade i Catalogue of Life.